# Casino (Néris-les-Bains)

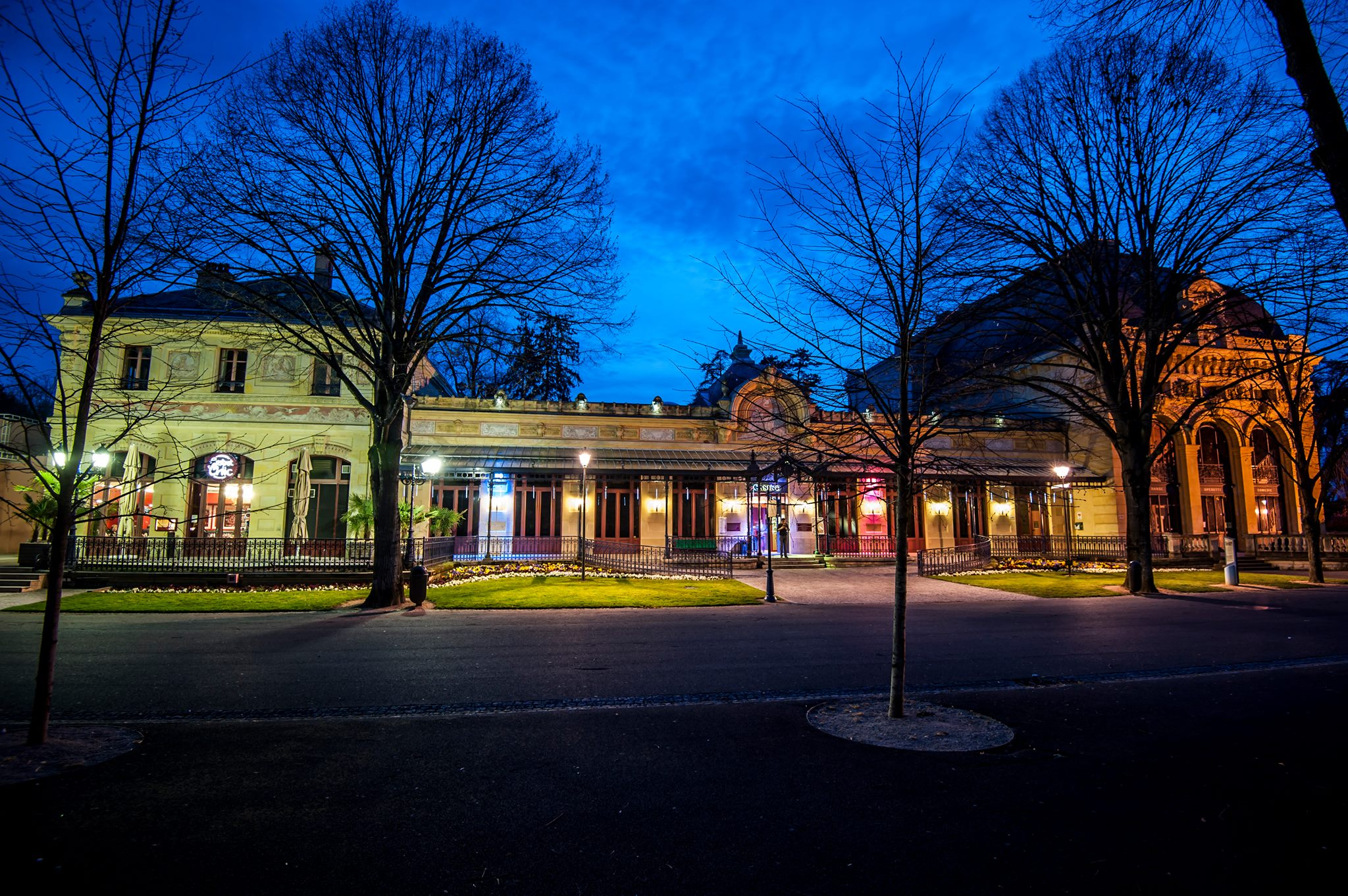
Casino in Néris-les-Bains

Das Casino in Néris-les-Bains, einer französischen Gemeinde im Département Allier in der Region Auvergne-Rhône-Alpes, wurde von 1897 bis 1900 errichtet. Im Jahr 1984 wurde das Casino als Monument historique klassifiziert.
Der Bau entstand, als das Kurbad seine höchste Blüte erreichte. Das Casino steht am Rande des Parc des Thermes (Kurpark) und unweit der großen Thermen. Das langgestreckte Gebäude wird an beiden Enden von zwei höheren Eckpavillons abgeschlossen. Im südlichen Pavillon befinden sich die Spielsäle und Büros, im nördlichen ist der alte Theatersaal untergebracht, der durch einen eigenen Theaterbau ersetzt wurde.
Der Theaterpavillon wurde von Emile Ledoux mit allegorischen Wandmalereien ausgestattet, die den Tanz, die Operette, die Komödie und Vaudeville darstellen.